# Aristolochia triangularis
Aristolochia triangularis é uma espécie de planta trepadeira da família das aristoloquiáceas conhecida popularmente como mil-homens-do-rio-grande, Cipó-mil-homens, Cipós-jarrinha, Jarrinha e Caçaú.
A planta está descrita na Flora Brasiliensis de Martius..

## Uso medicinais
Toda a planta é citada como antiofídica, emenagoga, anticonceptiva, abortiva, anti-helmintica e diurética. Externamente é citada como antu-reumática.